# Escoles Professionals Salesianes
Escoles Professionals Salesianes són unes escoles de formació professional fundades el 1884 per la Congregació dels Salesians de Sarrià.
El centre fou fundat gràcies a Dorotea Chopitea, dona dedicada a promocionar obres de caritat arreu de la ciutat, que buscava la creació d'un centre d'ensenyament d'arts i oficis per a fills d'obrers que haguessin acabat l'ensenyament elemental. En conèixer la feina dels Salesians, els convidà a establir-se a la ciutat. L'any 1883 va comprar la casa de Can Prats i l'adequà per a les activitats que portarien a terme els religiosos. Aquests arriben l'any 1884 i des de llavors s'han anat obrint les més diverses especialitats: sastreria, fusteria i enquadernació (1884) impremta (1885), tipografia (1887), manyeria (1890), mecànica (1920), electricitat (1940), electrònica (1965) informàtica (1981) i administració i finances (2008). Fou premiada a les Escoles de l'Exposició del Foment del Treball Nacional el 1895 i des d'aleshores han obtingut nombroses condecoracions.
L'escola de primer ensenyament va ser creada l'any 1891 amb el nom de Col·legi del Sant Àngel com a complement dels Tallers, per proporcionar 1a i 2a ensenyança als alumnes que no tinguessin edat suficient per accedir als Tallers. Inicialment tenia tant alumnes interns com externs, fins a la desaparició de l'internat el 1974.
A part, la seva Església s'inaugurà l'any 1901 i amb aquesta obra s'acabà una primera etapa d'expansions successives.
Durant la guerra civil espanyola fou clausurada i s'hi instal·là una fàbrica de material de guerra; el 26 de gener del 1939 foren dinamitats dos pavellons de tallers. El 1955 foren reconegudes oficialment dins els graus d'ensenyament i el 1956 foren declarades d'interès social.
Durant els anys 50 i 60 el centre pateix una profunda ampliació i renovació. D'aquesta època són la majoria de construccions actuals.
El 1984 van rebre la Creu de Sant Jordi. Es troben al passeig de Sant Joan Bosco núm. 42 (Escoles Professionals) i 74 (Col·legi), en un extrem del barri de les Tres Torres.

## Batxillerat Internacional
Actualment, l'escola de Salesians de Sarrià compta amb la possibilitat de fer el Programa del Diploma de Batxillerat Internacional. El reeixit mètode d'ensenyança únicament es troba disponible en escassos centres de Barcelona, i la demanda per accedir-hi augmenta exponencialment cada any.